# Soendakraai
De soendakraai (Corvus enca) is een zangvogel uit de familie van de kraaien (Corvidae). De vogel werd in 1821 door de Amerikaanse natuuronderzoeker Thomas Horsfield beschreven in een uitgebreid artikel over de vogels van het eiland Java die werden verzameld tussen 1811 en 1817, een periode waarin Java werd bestuurd door het Verenigd Koninkrijk. De soendakraai is een niet zeldzame vogel uit het Oriëntaals gebied.

## Kenmerken
De soendakraai is 48 cm lang. Het is een grote, geheel zwarte vogel die eruitziet als een zwarte kraai en daarvan ook moeilijk is te onderscheiden. Datzelfde geldt voor het onderscheid met de dikbekkraai die in ongeveer hetzelfde gebied voorkomt. De soendakraai heeft een lange, relatief slanke snavel in vergelijking met de dikbek- en zwarte kraai.

## Verspreiding en leefgebied
De soendakraai komt voor in de Indische Archipel. Het is een vogel van regenwoud, secondair bos en plantages. De soendakraai is betrekkelijk schuw en niet zo tot menselijke bewoning aangetrokken als de dikbekkraai.
Na het afsplitsen van de zwarte sulawesikraai telt deze soort nog twee ondersoorten:
- C. e. compilator: Malakka, Sumatra en Borneo.
- C. e. enca: de Mentawai-eilanden, Java en Bali.

## Status
De soendakraai heeft een groot verspreidingsgebied en daardoor is de kans op uitsterven gering. De grootte van de populatie is niet gekwantificeerd. Hier en daar is de vogel schaars maar plaatselijk is de vogel ook weer algemeen, zoals op Borneo. Er is geen aanleiding te veronderstellen dat de soort in aantal achteruit gaat. Om deze redenen staat deze kraai als niet bedreigd op de Rode Lijst van de IUCN.